# 国立中央图书馆 (韩国)
国立中央图书馆（：／ Gongnip Jungang Doseogwan */?）是韓國的國家圖書館，前身為朝鮮總督府圖書館，現有首爾和世宗两个馆区。截至2015年7月31日，国立中央图书馆藏书达一千多万多册，其中韩文书籍700万余册，外文书籍123万余册，非书文献近157万件，古籍27万余册。
韩国实行纳本（呈缴本）制定。根据1991年修订的《图书馆振兴法》，在制作和发行图书、地图、音像制品等出版物时，须在30日之内以半价向国立中央图书馆提交两份样品。从1991和1992年开始，韩国国立中央图书馆作为实施国际标准资料编号制定的中心，负责对韩国国内出版的图书和连续出版物按照国际标准化方法进行ISBN和ISSN的编号。
国立中央图书馆的出版物有《韩国国家书目》、《韩国书目月刊》、《国立中央图书馆年报》和《图书馆通讯》。

## 历史

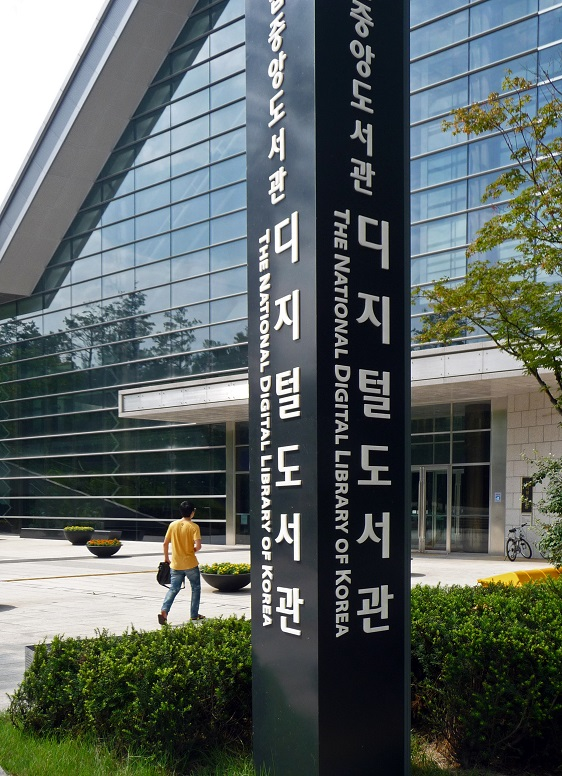
国立中央图书馆数字图书馆

1945年10月5日，韩国政府接收了首尔中区小公洞的藏书，以国立图书馆的名义开馆。1963年，韩国颁布《图书馆法》，国立图书馆在法律上被明确确定了国家图书馆的地位，并更名为“国立中央图书馆”。1974年12月，国立中央图书馆迁址到位于首尔中心的南山，1988年5月28日，目前位于首尔瑞草区盘浦洞的新馆开馆。
国立中央图书馆从1976年开始进行自动化建设。1991年，为期7年预算为229亿韩圆的“图书馆信息自动化网络（KOLIS-ENT）构筑计划”开始实施。1993年和1994年，国立中央图书馆分别制定了韩国机读目录格式（KORMARC）专著图书用韩国标准和连续出版物用韩国标准，为各种图书馆连接成为一个自动化网络打下基础。
2006年6月28日，国立儿童青少年图书馆开馆。2006年8月20日，国立中央图书馆主办了国际图联第72届世界图书馆与信息大会。2012年9月24日，国立中央图书馆残疾人图书馆开馆。2013年9月12日，国立世宗图书馆成立。
1996年，国立中央图书馆数字图书馆作为主要由韩国国立中央图书馆负责的韩国超高速信息通讯网建设的一部分开始启动:49。2009年，占地面积66000平方，耗资1380亿韩圆的韩国国家数字图书馆建成，已有国立中央图书館、國會圖書館、韩国法院图书馆、韩国科学技术信息研究院、韩国教育学术信息院、KAIST科学图书馆、农村振兴厅科学图书馆、国家知识门户加入到韩国国家电子图书馆。科研人员可以在韩国国家电子图书馆的检索界面上同时查询这些机构的数字图书馆的资源:49。